# Yu Keping
Yu Keping (俞可平; ur. w lipcu 1959) – chiński politolog.
Doktorat w zakresie nauk politycznych uzyskał w 1988 na Uniwersytecie Pekińskim. Prowadzi badania dotyczące zastosowania mechanizmów demokratycznych w chińskim systemie politycznym. Wykłada, oprócz macierzystej uczelni, między innymi na Uniwersytecie Tsinghua i Uniwersytecie Jiao Tong w Szanghaju. Pełni funkcję wicedyrektora Centralnego Biura Kompilacji i Tłumaczeń przy Komitecie Centralnym Komunistycznej Partii Chin. Z jego inicjatywy od 1999 przyznawana jest Nagroda za Innowacyjność i Wysoką Jakość w Rządzeniu.
Uznawany za nieoficjalnego doradcę Hu Jintao.

## Wybrane publikacje
- Democracy Is a Good Thing: Essays on Politics, Society, and Culture in Contemporary China
- Globalization and Changes in China's Governance
- Democracy and Rule of Law in China